# Reichstagswahl November 1932
- KPD: 100
- SPD: 121
- DStP: 2
- DBP: 3
- DHP: 1
- Z: 70
- BVP: 20
- WP: 1
- DVP: 11
- CSVD: 5
- WBWB: 2
- ThLB: 1
- DNVP: 51
- NSDAP: 196

Die Reichstagswahl vom 6. November 1932 war die Wahl zum 7. Deutschen Reichstag. Sie war nötig geworden, weil Paul von Hindenburg den Reichstag – bereits zum zweiten Mal innerhalb eines Jahres – nach einer schweren parlamentarischen Niederlage der Regierung unter Franz von Papen aufgelöst hatte. Die Wahl endete mit erheblichen Stimmenverlusten der NSDAP, die jedoch weiterhin mit Abstand stärkste Kraft blieb. Für kurze Zeit schien der Aufstieg der Partei damit gestoppt zu sein. Eine parlamentarische Regierung war allerdings nicht möglich, auch weil die extremen Parteien NSDAP und KPD zusammen weiterhin rechnerisch über eine Mehrheit verfügten. Nach der kurzen Regierungszeit von Kurt von Schleicher kam es zur Ernennung Adolf Hitlers zum Reichskanzler. Die folgenden Wahlen vom 5. März 1933 fanden bereits im Schatten der beginnenden Diktatur statt.

## Vorgeschichte
Nach der Reichstagswahl vom Juli 1932 konnte wegen hoher Gewinne der NSDAP keine Regierung auf parlamentarischer Grundlage gebildet werden. Es gab hinter den Kulissen verschiedene Planspiele und Überlegungen. Zu regelrechten Koalitionsverhandlungen in Preußen und im Reich kam es zwischen NSDAP und Zentrumspartei. Treibende Kräfte waren Joseph Joos vom Arbeitnehmerflügel des Zentrums und der Reichsorganisationsleiter der NSDAP Gregor Strasser. Hitler und Joseph Goebbels sahen in den Verhandlungen vor allem ein Druckmittel. Ihr Ziel war ein Präsidialkabinett unter Hitlers Führung. Die Verhandlungen zwischen Zentrum und NSDAP scheiterten schließlich.
Der neu gewählte Reichstag kam am 30. August zur konstituierenden Sitzung unter Leitung der Alterspräsidentin Clara Zetkin (KPD) zusammen. Zetkin hielt eine agitatorische Eröffnungsrede, in der sie unter anderem der Hoffnung Ausdruck gab, demnächst als „Alterspräsidentin den ersten Rätekongress Sowjetdeutschlands“ zu eröffnen. Wichtigster Tagesordnungspunkt war die Wahl des Reichstagspräsidenten. Nach parlamentarischem Brauch stand dieses Amt der NSDAP als stärkster Fraktion zu. Das Zentrum signalisierte, Hermann Göring mitzuwählen. Die SPD und die KPD wollten gegen diesen votieren. Mit den Stimmen von Zentrum und NSDAP wurde Göring im ersten Wahlgang gewählt. Paul Löbe, der Kandidat der SPD, unterlag auch bei den Wahlen zum Vizepräsidenten. Das Präsidium des Reichstages war damit ohne einen Vertreter der Linksparteien.
Das Präsidialkabinett von Franz von Papen regierte weiter ohne parlamentarische Unterstützung auf der Grundlage des Notverordnungsrechts des Reichspräsidenten. Am 4. und 5. September erließ die Regierung Notverordnungen mit einer klar unternehmerfreundlichen Ausrichtung etwa in Bezug auf die Lockerung des Tarifrechts.

### Septemberkrise

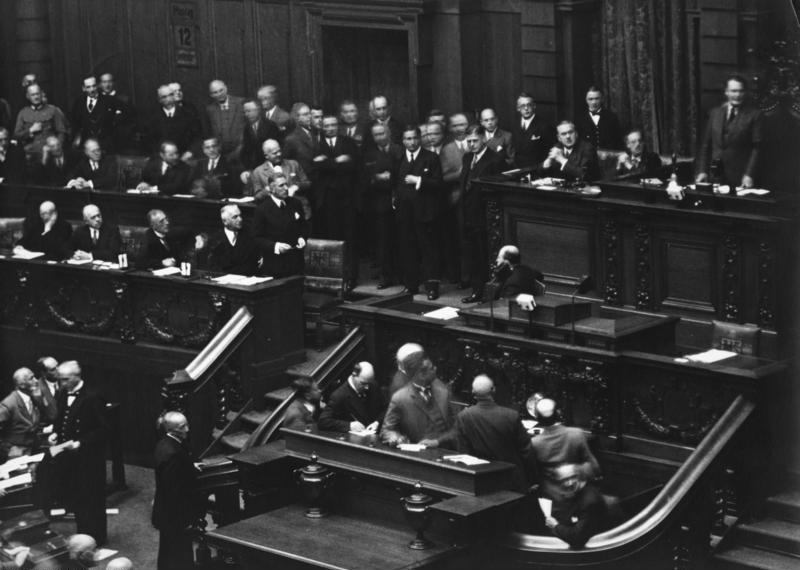
Reichstagssitzung am 12. September 1932: An seinem Platz stehend Reichskanzler Papen, der den Auflösungsbeschluss verkünden will, oben rechts stehend wendet Reichstagspräsident Hermann Göring den Kopf (unscharf wegen Bewegungsunschärfe) in die andere Richtung

Der Druck auf die Regierung Papen wurde während der einzigen regulären Sitzung des bei den vorangegangenen Reichstagswahlen gewählten 6. Deutschen Reichstags am 12. September 1932 deutlich. Als Tagesordnungspunkt war nur die Entgegennahme einer Regierungserklärung vorgesehen, doch die Kommunisten beantragten die Aufhebung zweier Notverordnungen und ein Misstrauensvotum gegen die Regierung Papen. Niemand erhob einen Einwand. Die Nationalsozialisten ließen die Sitzung für eine halbe Stunde unterbrechen, um sich mit Hitler abzusprechen, und unterstützten dann den Antrag. Dies gab Papen die benötigte Zeit, um eilig einen Boten in die Reichskanzlei zu schicken, dort eine bereits von Reichspräsident Paul von Hindenburg unterschriebene Auflösungsorder (basierend auf Art. 25 der Weimarer Reichsverfassung) zu datieren und in den Reichstag zurückzubringen.
Unter Schmähungen und Buh-Rufen der Abgeordneten betrat Papen jetzt mit der roten Mappe unter dem Arm den Reichstag und winkte mit ihr provozierend den Abgeordneten zu. Hermann Göring eröffnete die Sitzung wieder und erklärte umgehend, man werde nun über den kommunistischen Antrag abstimmen. Vergeblich erbat Papen das Wort, das ihm gemäß Geschäftsordnung im Normalfall jederzeit hätte erteilt werden müssen. Göring schaute während der laufenden Abstimmung absichtlich nach links und „übersah“ somit den Reichskanzler. Papen legte daraufhin die rote Auflösungsorder auf Görings Pult und verließ mit seinen Ministern den Reichstag. Mit der überwältigenden Mehrheit von 512 zu 42 Stimmen sprach der Reichstag schließlich Papen das Misstrauen aus. Nur DNVP und DVP standen zur Reichsregierung. Göring schob die Mappe allerdings als unbeachtlich beiseite, da sie von Männern gegengezeichnet sei, die der Reichstag soeben gestürzt habe. Da die Order aber mit der Niederlegung auf Görings Pult lag und somit vor der Feststellung des Abstimmungsergebnisses wirksam wurde, war die Auflösung des Reichstags rechtens und waren Neuwahlen spätestens zum 6. November auszuschreiben. Der Reichstag wurde mit der Begründung aufgelöst „… weil die Gefahr besteht, daß der Reichstag die Aufhebung meiner Notverordnung vom 4. September dieses Jahres verlangt.“
Papen hatte eine schwere Niederlage hinnehmen müssen, blieb aber im Amt. Nicht im Parlament, sondern am Abend im Rundfunk trug er seine Regierungserklärung vor. Darin skizzierte er die von ihm geplante neue Staatsordnung. An die Stelle der formalen Demokratie sollte eine „unparteiische nationale Staatsführung“ treten. Der Einfluss der Wähler sollte sich im Wesentlichen auf die Wahl des Reichspräsidenten beschränken. Preußen und das Reich sollten zusammen regiert werden. Eine starke Rolle sollten berufsständische Elemente bekommen. Entscheidend für ein Überleben der Regierung Papen waren Erfolge bei der Bekämpfung der Arbeitslosigkeit. Allerdings blieb die Schaffung von Arbeitsbeschaffungsmaßnahmen aus.

## Wahlkampf und Ergebnisse

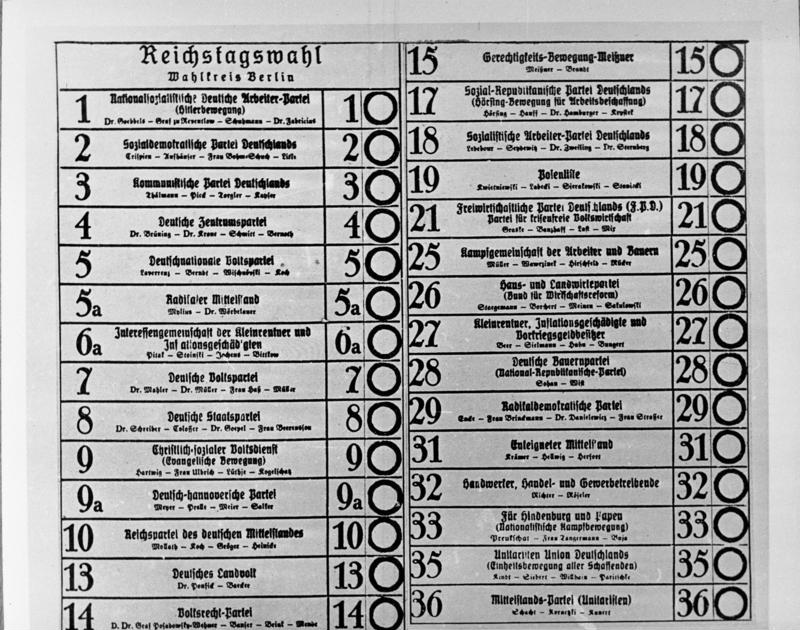
Wahlzettel des Wahlkreises Berlin zur Reichstagswahl am 6. November 1932

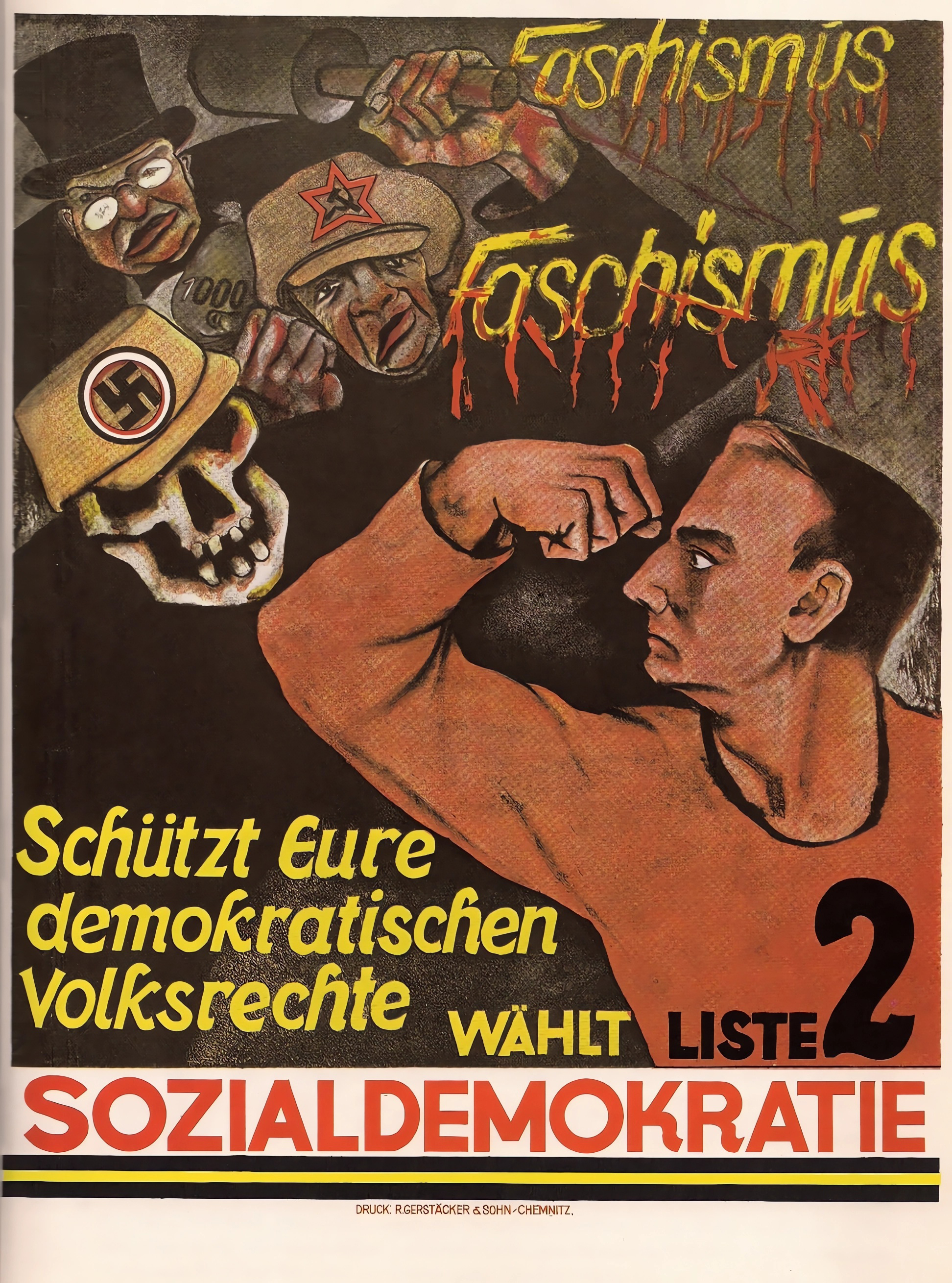
Wahlplakat der SPD

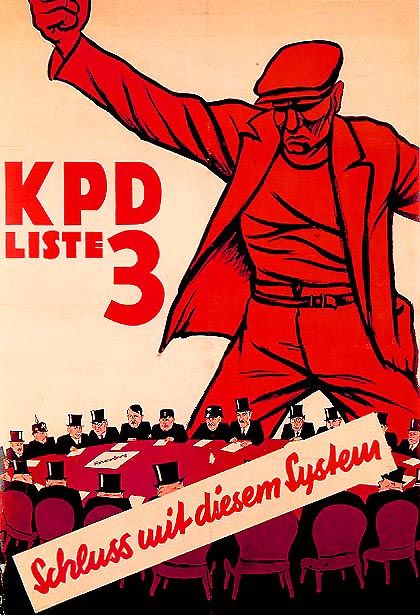
Wahlplakat der KPD

Der Wahlkampf unterschied sich deutlich von dem im Frühjahr des Jahres. War dieser von noch nicht gekannten gewalttätigen Auseinandersetzungen geprägt, verlief der Wahlgang nun deutlich weniger emotional. Besondere Höhepunkte gab es nicht. Offenbar um in die Anhängerschaft der NSDAP einzudringen, benutzte die KPD nationalistische Argumente. Noch einmal verschärft wurde der Kampf gegen die SPD als den „sozialfaschistischen“ Hauptfeind. Kurz vor der Wahl kam es im Berliner Verkehrsarbeiterstreik dann zu einer Zusammenarbeit zwischen der kommunistischen RGO und Nationalsozialistischen Betriebszellen-Organisation.
Im November 1932 gingen 1,4 Millionen Wähler weniger zur Wahl als im Juli 1932; damit fiel die Wahlbeteiligung von 84,1 % auf 80,6 %. Die NSDAP erhielt 2 Millionen Stimmen weniger; ihr Anteil sank von 37,3 % auf 33,1 % und die Zahl ihrer Mandate von 230 auf 196. Die SPD büßte 700.000 Stimmen ein; ihr Stimmenanteil sank von 21,6 % auf 20,4 %. Es gab durchaus auch Zugewinne. Wie bei der letzten Wahl war Rothenburg ob der Tauber mit 76 % der Wahlkreis mit dem höchsten Stimmenanteil für die NSDAP. Aber nun kamen auch einige oberhessische Wahlkreise auf vergleichbare Ergebnisse.
Zu den Gewinnern zählten die DNVP und die KPD. Die DNVP konnte 781.000 Stimmen dazugewinnen. Ihr Stimmenanteil stieg auf 8,3 %. Die KPD hatte 698.000 Stimmen mehr als im Juli. Dies entsprach einem Anteil von 16,9 %. Die beiden katholischen Parteien Zentrum und BVP verzeichneten leichte Verluste. Die Deutsche Staatspartei und die DVP blieben unbedeutend, ohne weiter zu verlieren.
Als ein Grund für die gesunkene Wahlbeteiligung gilt eine Wahlmüdigkeit nach den zahlreichen Wahlen zuvor. Bei den letzten Wahlen hatte die NSDAP bisherige Nichtwähler für sich gewinnen können; das war diesmal anders. Ein weiterer Faktor war eine Unzufriedenheit mit den bislang gewählten Parteien einschließlich der NSDAP.
Aus dem guten Abschneiden der DNVP kann man vermuten, dass ein Teil der Wähler die (von der DNVP unterstützte) Regierung Papen guthieß. Die Regierung profitierte vermutlich von ersten Anzeichen einer ökonomischen Erholung. Von der NSDAP waren viele mittelständische und bürgerlichen Wähler infolge des Zusammengehens mit der KPD im Berliner Verkehrsarbeiterstreik, aber auch der politischen Gewalttätigkeiten enttäuscht. Die politische Linke, also SPD und KPD, waren zusammengenommen wieder stärker als die NSDAP. Als Folge des gegenseitigen Misstrauens und des Sozialfaschismusvorwurfes spielte dies politisch aber keine Rolle. Es gab eine deutliche Verschiebung von der SPD hin zur KPD. Die Kommunisten waren nunmehr nah an die SPD herangerückt.
| Partei                                                                   | Stimmen    | Stimmen in Prozent (Änderung) | Stimmen in Prozent (Änderung) | Sitze im Reichstag (Änderung) | Sitze im Reichstag (Änderung) | Sitze in Prozent |
| ------------------------------------------------------------------------ | ---------- | ----------------------------- | ----------------------------- | ----------------------------- | ----------------------------- | ---------------- |
| Nationalsozialistische Deutsche Arbeiterpartei – Hitler-Bewegung (NSDAP) | 11.737.021 | 33,1 %                        | −4,2 %                        | 196                           | −34                           | 33,6 %           |
| Sozialdemokratische Partei Deutschlands (SPD)                            | 7.247.901  | 20,4 %                        | −1,2 %                        | 121                           | −12                           | 20,7 %           |
| Kommunistische Partei Deutschlands (KPD)                                 | 5.980.239  | 16,9 %                        | +2,6 %                        | 100                           | +11                           | 17,1 %           |
| Deutsche Zentrumspartei (Zentrum)                                        | 4.230.545  | 11,9 %                        | −0,5 %                        | 70                            | −5                            | 12,0 %           |
| Deutschnationale Volkspartei (DNVP)                                      | 2.959.053  | 8,3 %                         | +2,4 %                        | 51                            | +14                           | 8,8 %            |
| Bayerische Volkspartei (BVP)                                             | 1.094.597  | 3,1 %                         | −0,1 %                        | 20                            | −2                            | 3,4 %            |
| Deutsche Volkspartei (DVP)                                               | 660.889    | 1,9 %                         | +0,7 %                        | 11                            | +4                            | 1,9 %            |
| Christlich-Sozialer Volksdienst (CSVD)                                   | 403.666    | 1,1 %                         | +0,1 %                        | 5                             | +2                            | 0,9 %            |
| Deutsche Staatspartei (DStP)                                             | 336.447    | 1,0 %                         | ±0                            | 2                             | −2                            | 0,3 %            |
| Deutsche Bauernpartei (DBP)                                              | 149.026    | 0,4 %                         | ±0                            | 3                             | +1                            | 0,5 %            |
| Württembergischer Bauern- und Weingärtnerbund (Landbund)                 | 105.220    | 0,3 %                         | ±0                            | 2                             | ±0                            | 0,3 %            |
| Reichspartei des deutschen Mittelstandes (Wirtschaftspartei)             | 110.309    | 0,3 %                         | −0,1 %                        | 1                             | −1                            | 0,2 %            |
| Deutsch-Hannoversche Partei (DHP)                                        | 63.966     | 0,2 %                         | +0,1 %                        | 1                             | +1                            | 0,2 %            |
| Thüringer Landbund                                                       | 60.062     | 0,2 %                         | +0,2 %                        | 1                             | +1                            | 0,2 %            |
| Sonstige                                                                 | 391.846    | 1,1 %                         | ±0                            | 0                             | −2                            | 0 %              |
| Total                                                                    | 35.470.788 | 100,0 %                       |                               | 584                           | −24                           | 100,0 %          |

Stimmenstärkste Parteien nach Wahlkreisen (angegeben ist jeweils der Prozentanteil der stärksten Partei)

## Folgen
Der Vorwärts titelte nach der Wahl „Abwärts mit Hitler“, ähnlich auch die Schlagzeilen in bürgerlichen Blättern. Die Deutsche Allgemeine Zeitung sah in dem Ergebnis eine „politische Mahnung an die Nationalsozialisten, weil der Zauber der Unwiderstehlichkeit gebrochen“ sei. So sah es auch die Führung der NSDAP. Goebbels sprach in seinem Tagebuch von einer „Schlappe“. Der unaufhaltsam scheinende Aufstieg der Nationalsozialisten schien gestoppt. Auf der wirtschaftlichen Ebene zeichneten sich leichte Anzeichen der Erholung und damit die Hoffnung auf eine politische Entradikalisierung ab.
Im Inneren war die Partei mit dem Machtkampf zwischen Hitler und Gregor Strasser beschäftigt. Die Spenden der Industrie und anderer Kreise flossen spärlicher und die Partei stand mit einer weitgehend leeren Parteikasse da. Unter Aufbietung aller Kräfte gelang es der NSDAP mit Mühe, die Landtagswahl in Lippe 1933 am 15. Januar 1933 mit 39,5 % zu gewinnen, was von der Partei deutschlandweit propagandistisch ausgeschlachtet wurde.
Hatte es nach der vorigen Wahl noch eine rechnerische Möglichkeit für eine Koalition zwischen NSDAP, BVP und Zentrum gegeben, war diese nun nicht mehr vorhanden. Damit war eine neue parlamentarische Mehrheit vorläufig ausgeschlossen. Die klar antiparlamentarischen Parteien KPD, NSDAP und DNVP verfügten zusammen weiterhin über die Mehrheit, welche sogar von 58,6 % auf 59,4 % der Mandate gestiegen war. Es war zu erwarten, dass auch der neue Reichstag der Regierung so bald wie möglich wieder das Misstrauen aussprechen und Notverordnungen aufheben würde. Papen schlug Hindenburg daher eine Auflösung des Parlaments und das Herauszögern von Neuwahlen, mithin eine zeitweise Diktatur vor. Kurt von Schleicher stimmte dem im Namen der Reichswehr aus Sorge vor einem Bürgerkrieg nicht zu. Auch Reichspräsident Hindenburg lehnte einen derartigen Verfassungsbruch ab. Schleicher setzte vielmehr darauf, den gemäßigten Flügel der NSDAP um Strasser für eine Regierungsbeteiligung zu gewinnen und damit die Partei zu spalten. Auch glaubte er, die freien Gewerkschaften mit ins Boot holen zu können. Damit wollte er eine Regierung quer durch alle Lager möglichst mit einer parlamentarischen Mehrheit zu Stande bringen. Hindenburg ließ sich davon überzeugen, entließ Papen und beauftragte Schleicher am 3. Dezember 1932 mit der Regierungsbildung. Schleichers Querfrontkonzept scheiterte jedoch am Zögern der Gewerkschaften und der Entmachtung Strassers durch Hitler. Der neue Reichstag trat am 6. Dezember zusammen und tagte bereits am 9. Dezember zum letzten Mal. Schleichers Gegner Franz von Papen näherte sich Hitler an und es gelang ihm, unterstützt von der Kamarilla um Hindenburg, den Reichspräsidenten für eine Regierung Hitler-Papen zu gewinnen. Am 30. Januar 1933 ernannte Hindenburg Hitler zum Kanzler. Zwei Tage später, am 1. Februar 1933, löste er den Reichstag gemäß Artikel 25 der Reichsverfassung auf. Die nächsten Reichstagswahlen vom 5. März 1933 fanden bereits während der beginnenden Diktatur unter der Regierung Hitlers statt.